# Radio Rythme Bleu
Radio Rythme Bleu (RRB) est une radio privée française généraliste de catégorie B créée le 8 janvier 1982 sous forme associative (Culture et loisirs) apolitique et pluraliste, et diffusée en Nouvelle-Calédonie. À partir de 1985, récupérée par le parti politique majoritaire en place, elle dispose d'une ligne éditoriale ouvertement de droite anti-indépendantiste, proche du RPCR qui a pris le nom à partir de 2004 de Rassemblement-UMP puis simplement de Rassemblement.

## Histoire
RRB est née le 8 janvier 1982 depuis le Mont-Dore (banlieue de Nouméa), utilisant la fréquence de 100Mhz. Si les 3 lettres R.R.B ont été choisies pour rappeler Radio Riposte (tout en rajoutant Bis), elle a démarré sous le nom de Radio Rythme Bleu à raison de 4h de diffusion par jour. Fin 1982, selon la presse locale, elle est donnée pour avoir conquis 70% des auditeurs de Nouméa en dehors des bulletins d'informations diffusés par Radio-Nouméa. Le 22 septembre 1983, elle signe une grande première en Nouvelle-calédonie: la diffusion de programmes radio en stéréo (Les Nouvelles Calédoniennes du 22/09/83). Plusieurs déménagements auront lieu, d'abord à la baie de l'orphelinat puis à la vallée des colons où elle restera jusqu'en 1985.   
Elle est diffusée depuis le 3 mars 1985, dans les studios de la rue de Sébastopol par des militants anti-indépendantistes du Rassemblement pour la Calédonie dans la République (RPCR). En plein cœur des Évènements, période d'affrontements violents entre partisans et opposants de l'indépendance entre 1984 et 1988, elle reproche à la radio publique, RFO, de défendre la position du gouvernement de l'époque allant dans le sens d'une « indépendance-association » telle que proposée par le Haut-commissaire de la République en Nouvelle-Calédonie (puis ministre délégué à la Nouvelle-Calédonie) Edgard Pisani. Les indépendantistes du Front de libération nationale kanak et socialiste (FLNKS) créent eux aussi leur radio, baptisée Radio Djiido, le 24 septembre 1985.

## Organisation

### Direction
Radio Rythme Bleu est gérée par l'association Culture et Loisirs. 
- Président de l'association Culture et Loisirs : Jean-Yves Peltier (anciennement)
- Directrice générale de la radio : Élizabeth Nouar
- Directeur adjoint : Jean-François Bodin
- Directeur d'antenne : Gérald Prost
- Responsable programmation : Bruno Rebel
- Responsable technique : Joël Dupuch

### Budget
Le budget de RRB en 2008 s'établissait à 95 millions de F CFP (environ 800 000 euros), dont 79 millions (83,16 %) en subventions publiques : 38,5 millions (48,73 %) de la ville de Nouméa, 25 millions (31,65 %) de la Nouvelle-Calédonie, 8 millions (10,13 %) de la commune du Mont-Dore, 5 millions (6,33 %) de la Province Nord, 2 millions (2,53 %) de la Province des îles Loyauté et 500 000 F CFP (0,63 %) de communes diverses (Farino, Bourail, Boulouparis). Le reste est apporté par la publicité. 

### Personnel
La station employait en 2008 21 salariés.

## Programmes
RRB est l'une des trois radios néo-calédoniennes (avec Radio Nouvelle-Calédonie et Radio Djiido) à proposer des émissions politiques. Radio généraliste, elle programme également de la musique, des jeux et des chroniques de société. Elle diffuse à certains moments en journée les programmes d'Europe 1, notamment les informations nationales et internationales de cette chaîne mais aussi, par exemple, les imitations de Nicolas Canteloup, les chroniques humoristiques ainsi que Samedi Roumanoff d'Anne Roumanoff, On va s'gêner de Laurent Ruquier et sa bande, l'interview quotidienne de Jean-Pierre Elkabbach ou encore Le Grand Direct de Jean-Marc Morandini. La nuit, de 22h à 5h du matin en semaine et le dimanche, et de minuit à 5h le samedi, Europe 1 est diffusée en direct. 